# Amon Djurhuus
Amon Djurhuus (ur. 1 maja 1987) - farerski muzyk, perkusista, jeden z założycieli zespołu Heljareyga.

## Kariera muzyczna
Amon Djurhus jest uczniem Káriego Streymoya, perkusisty zespołu Týr. Podczas trasy koncertowej tego zespołu, w roku 2008 zastąpił swego nauczyciela, który doznał kontuzji pleców, w części koncertów (między innymi, w Warszawie).
W roku 2009, powstał progressive metalowy zespół Heljareyga. Jednym z jego założycieli był Amon Djurhuus. Prócz niego, skład zespołu tworzą: Heri Joensen (Týr), Ken Johannesen, Ísak Petersen (Synarchy) oraz John Ivar Venned (Synarchy). Muzycy planują wydać razem jeszcze przynajmniej dwie płyty i wyjechać na trasę koncertową.